# Spoorlijn Thun - Interlaken
De spoorlijn Thun - Interlaken is een 27,9 kilometer lange normaalspoorlijn in Zwitserland tussen Thun, Spiez en Interlaken Ost. De lijn loopt via de zuidkant van de Thunersee.

## Geschiedenis

### Bödelibahn
Oorspronkelijk werd de lijn als Bödelibahn aangeduid. Zij was een 9,0 kilometer lange lijn tussen de aanlegplaats van de boten aan de Thunersee via Interlaken naar de aanlegplaats van de boten aan de Brienzersee.
Op de Thuner- en Brienzersee voeren stoomboten met toeristen in het Berner Oberland en speciaal naar Interlaken, het uitgangspunt voor een ontdekking tocht naar de Jungfrau gebergte. Omdat het verbindingskanaal tussen de Thuner- en Brieenzersee niet voor scheepvaart bevaarbaar was werd een spoorlijn tussen de aanlegplaatsen Därligen aan de Thunersee en Bönigen aan de Brienzersee aangelegd.
Oorspronkelijk was een normaalsporige lijn van de Brünigbahn van Bern door het Gürbetal naar Thun gepland.
Op 28 december 1870 kreeg het bedrijf als eerste van Kanton Bern de concessie voor de spoorlijn van Därligen naar Bönigen.
Onder leiding van de Russische spoorwegpionier Leopold Blotnitzki (1817–1879), voormalig bovenbouw ingenieur van de Schweizerischen Centralbahn (SCB) kon het eerste gedeelte van Därligen naar Interlaken op 12 augustus 1872 en het tweede gedeelte op 1 juli 1874 geopend worden. Om concurrentie van de scheepvaart te verhinderen werden over de Aare twee vaste bruggen gebouwd.

### Thunerseebahn
Op 1 januari 1900 verkocht BB de eigendommen aan de Thunerseebahn.
In het jaar 1890 kreeg de Thunseebahn (TSB) een concessie voor een spoorlijn van Schwarzligen bij Thun via Spiez naar Därligen. Dit traject verbond het eindpunt van de Centralbahn in Thun met het beginpunt van de Bödelibahn naar Interlaken.
Op 1 juni 1893 startte het bedrijf op en pachtte ook de lijn van Därligen naar Interlaken Ost van de Bödelibahn. Op 1 januari 1900 werd de Bödelibahn volledig overgenomen en de treinen konden doorrijden naar Böningen. Onder zijn leiding werd op 25 juli 1901 de Spiez-Frutigen-Bahn geopend, als eerste etappe van de Lötschberg spoorlijn.
Op 1 januari 1913 fuseerde de TSB met de Berner Alpenbahngesellschaft BLS.
Het treinverkeer op het traject Interlaken Ost – Böningen van de voormalige Bödelibahn werd op 31 mei 1969 voor personenverkeer stilgelegd. Het traject dient nu nog als aansluiting van de BLS werkplaats in Bönigen.

## De huidige lijn
De lijn vormt tussen Thun en Spiez een belangrijke schakel in het treinverkeer door de Alpen, daar zij de verbinding vormt met de Lötschbergspoorlijn. Het trajectdeel tussen Thun en Spiez kent dan ook druk spoorverkeer. Het stuk tussen Spiez en Interlaken kent minder verkeer, en dient vooral het achterland van Interlaken (Berner Oberland, Brienz)
De lijn ligt naast de Thunersee, en vooral tussen Spiez en Interlaken biedt de zeer kleine afstand tussen de trein en het meer spectaculaire uitzichten.

## Treindiensten
Het interlokale personenvervoer wordt op dit traject uitgevoerd door Schweizerische Bundesbahnen (SBB).
Het regionale personenvervoer van de wordt uitgevoerd door de BLS.

### GoldenPassLine
In Zweisimmen wordt een installatie gebouwd die het mogelijk maakt de GoldenPassLine rijtuigen van de Montreux-Berner Oberland-Bahn (MOB) tussen Montreux en Zweisimmen met een locomotief van de BLS te verlengen naar Interlaken Ost.
Hiervoor heeft Alstom een nieuw type draaistel ontwikkeld. Het is de bedoeling om voor deze uitbreiding van de treindienst 18 nieuwe rijtuigen te laten bouwen en 18 rijtuigen te laten ombouwen. Hierdoor hoeven de passagiers niet meer in Zweisimmen over te stappen. Naar verwachting zullen de GoldenPassLine rijtuigen vanaf december 2019 tussen Montreux en Spiez of Interlaken Ost rijden.